# Lago Ngardok
El lago Ngardok es un lago de Palaos en la isla de Babeldaob, en el Estado de Melekeok. Es el lago natural de agua fresca más grande de todas las islas de Micronesia. El lago y los pantanos rodean lo que es un refugio de cocodrilos de agua salada, y es un importante criadero de estos. El río Ngerdorch sirve como una ruta que conecta a los cocodrilos con el mar. El lago ocupa aproximadamente 493 hectáreas con un ecosistema provisto de un hábitat de plantas, vida salvaje, y aves, algunas de las cosas que se encuentran solo en las islas Palaos. En estas se incluyen la endémica paloma de la fruta de Palaos, (biib), la cola de abanico de Palaos, (melimdelebdeb), el pichón imperial de Micronesia (belochel), las pollas de agua comunes y patos negros del Pacífico (también llamados debar), cazamoscas palauense (charmelachull), y una especie de murciélagos de fruta (olik). El Concilio Principal del Estado de Melekeok ha establecido que la Reserva Natural de Ngardok se proteja un lento proceso de degradación de la línea divisoria de agua, porque la importancia de los bosques se preserva de un estado crítico de la cualidad de agua en el lago. El lago como siempre será pronto establecido como un reservorio del Nuevo Capitolio Nacional en Melekeok.
- Datos: Q1813703